# Wacław Wierzbieniec
Wacław Maciej Wierzbieniec (ur. 7 listopada 1963 w Jarosławiu) – polski historyk, specjalizujący się w dziejach i kulturze Żydów na ziemiach polskich w XIX i XX wieku oraz historii najnowszej Polski; nauczyciel akademicki związany z uczelniami w Rzeszowie, Krakowie i Jarosławiu.

## Życiorys
Urodził się 7 listopada 1963 w Jarosławiu, gdzie ukończył Szkołę Podstawową nr 5 oraz klasę o profilu humanistycznym w Liceum Ogólnokształcącym im. Mikołaja Kopernika. Po maturze rozpoczął w 1982 studia na kierunku historia w Wyższej Szkole Pedagogicznej w Rzeszowie, które ukończył w 1987 magisterium. Następnie został zatrudniony na swojej macierzystej uczelni na stanowisku asystenta. Jednocześnie kontynuował studia doktoranckie. W 1994 uzyskał tam stopień naukowy doktora nauk humanistycznych w zakresie historii jako pierwszy doktor w historii tej uczelni na podstawie pracy pt. Społeczność żydowska w Przemyślu w latach 1918–1939, której promotorem był prof. Włodzimierz Bonusiak. Następnie został zatrudniony na stanowisko adiunkta. Odbył staże naukowe na uniwersytetach: lwowskim, nowojorskim i Uniwersytecie Hebrajskim w Jerozolimie. Ponadto w latach 1995–2000 był zatrudniony jako adiunkt w Katedrze Judaistyki na Uniwersytecie Jagiellońskim w Krakowie. W 2004 Rada Wydziału Socjologiczno-Historycznego Uniwersytetu Rzeszowskiego (powstał w 2001 roku z przekształcenia WSP w Rzeszowie) nadała mu stopień naukowy doktora habilitowanego nauk humanistycznych w zakresie historii o specjalności historia najnowsza. Była to pierwsza habilitacja na tym wydziale w dziejach rzeszowskiego uniwersytetu. W tym samym roku został profesorem nadzwyczajnym. W latach 2005–2008 pełnił funkcję prodziekana Wydziału Socjologiczno-Historycznego Uniwersytetu Rzeszowskiego, a od 2008 roku kierownika Zakładu Historii i Kultury Europy Wschodniej oraz od 2008 roku kierownika Pracowni Historii Kultury Żydów, przekształconego w 2012 roku w Zakład Historii i Kultury Żydów, funkcjonującego w Instytucie Historii URz.
Poza Uniwersytetem Rzeszowskim zaangażował się w powstanie i działalność Państwowej Wyższej Szkoły Techniczno-Ekonomicznej im. ks. Bronisława Markiewicza w Jarosławiu, której w latach 2011–2015 był rektorem.
Należy do różnych gremiów naukowych i towarzystw. Między innymi jest członkiem Komisji Historii i Kultury Żydów Polskiej Akademii Umiejętności w Krakowie, członkiem Wojewódzkiego Komitetu Ochrony Pamięci Walk i Męczeństwa w Rzeszowie, przewodniczącym Oddziału Rzeszowskiego Polskiego Towarzystwa Historycznego, członkiem Stowarzyszenia Miłośników Jarosławia, członkiem Klubu Stypendystów Fundacji na rzecz Nauki Polskiej. Wchodzi w skład rady naukowej czasopisma „Studia Judaica”, w skład komitetu redakcyjnego czasopisma „Prace Historyczno-Archiwalne” oraz czasopisma „Kwartalnik Społeczno-Historyczny Ślad”. Członek redakcji ogólnopolskiego dwumiesięcznika „Podkarpacka Historia”. Od 2008 jest organizatorem podkarpackich obchodów Dni Pamięci o Ofiarach Holokaustu. Współorganizator (od 2015 roku) Kongresu Stowarzyszeń Regionalnych Województwa Podkarpackiego.

## Dorobek naukowy
Jego zainteresowania naukowe koncentrują się wokół problematyki związanej z dziejami i kulturą Żydów na ziemiach polskich w XIX i XX wieku, stosunkami narodowościowymi i religijnymi na terenie Małopolski w okresie II Rzeczypospolitej, Kościołem katolickim w XX wieku – jego rolą dobroczynności i filantropii w życiu społecznym. Jest autorem blisko 73 publikacji naukowych, w tym 3 monografii i redakcji 2 prac zbiorowych. Do najważniejszych z nich należą:
- Społeczność żydowska Przemyśla w latach 1918–1939, Rzeszów 1996.
- Judaica polskie z XIX wieku. Materiały do bibliografii, cz. I. Druki w językach nieżydowskich, Kraków 1999.
- Żydzi w województwie lwowskim w okresie międzywojennym. Zagadnienia demograficzne i społeczne, Rzeszów 2003.
- Z dziejów społeczności żydowskiej Dynowa, Rzeszów-Dynów 2003.
- Wielki Strajk Chłopski z 1937 roku. Uwarunkowania i konsekwencje, Rzeszów 2008, redakcja[10].

## Nagrody i odznaczenia
Za swoją pracę zdobył pierwszą nagrodę Żydowskiego Instytutu Historycznego w Warszawie. Otrzymał tytuły doktora honoris causa Lwowskiej Państwowej Akademii Finansów (2013) i Państwowego Uniwersytetu Pedagogicznego im. Iwana Franki w Drohobyczu (2014). W 2017 został wyróżniony Nagrodą Ks. Stanisława Musiała, przyznawaną osobom zasłużonym dla dialogu chrześcijańsko- i polsko-żydowskiego. W 2020 odznaczony Srebrnym Krzyżem Zasługi „za zasługi w działalności na rzecz rozwoju nauki”.

## Życie prywatne
7 września 1991 w kościele Franciszkanów w Sanoku poślubił Martę Zoszak (ur. 1965), a ich związek pobłogosławił ks. abp Ignacy Tokarczuk. Jego żona jest muzykiem, dyrygentem, została dyrektorem naczelnym Filharmonii Podkarpackiej oraz  profesorem nadzwyczajnym Uniwersytetu Rzeszowskiego i kierownikiem tamtejszego Zakładu Chóralistyki i Muzyki Religijnej, Instytutu Muzyki na Wydziale Pedagogiczno-Artystycznym).